# يعقوب إفرات
يعقوب إفرات (بالعبرية: יעקב אפרת) (1912 - 21 ديسمبر 1977) عالم زراعة إسرائيلي، حصل على جائزة إسرائيل في مجال الزراعة في عام 1977.

## حياته
ولد في بولندا. درس الزراعة في جامعة نانسي في فرنسا، وتخرج في عام 1930. وهاجر إلى أرض إسرائيل في عام 1936، وعمل كيبوبتس نير دافيد.
من عام 1943 إلى عام 1946، عمل إفرات في المحطة التجريبية الإلزامية في عكا. في عام 1949، التحق بمدرسة ميكفه إسرائيل الزراعية كمدرس وأصبح رئيس قسم المحاصيل الميدانية في المدرسة. في عام 1955، بالتزامن مع التدريس، انضم إفرات إلى المعهد البركاني وبدأ العمل كباحث ميداني في مجال البقوليات. في عام 1959 أكمل رسالة الدكتوراه في «المشاكل البيئية للشوفان».
استمر عمل إفرات في المعهد البركاني حتى تقاعده. خلال هذا الوقت كانت أبحاثه الرئيسية في تحسين وزراعة الحبوب الشتوية. في مجال أبحاث الحبوب الشتوية، قامت إفرات بزراعة أنواع مختلفة من القمح الطري الصالح للخبر، ومقاوم لأمراض اللبتوريا وهيلدون. واثنان من هذه الأصناف: «لخيش» و «ميريام» كانا من الأصناف الشائعة في البلاد خلال السبعينيات. كما طور إفرات أصنافًا من القمح الصلب ذات إنتاجية عالية وطور طرقًا مختلفة للتحسين.
في عامي 1960 و1971 حصل على جائزة «البذور» عن إنجازاته في تطوير وتحسين الحبوب، وفي عام 1975 تم انتخابه محاضرًا في عام إدارة البحوث الزراعية.

## جوائز
في عام 1977، مُنح إفرات جائزة إسرائيل للزراعة. في نفس العام تقاعد، وتوفي بعد بضعة أشهر.